# Penicillium isariiforme
Penicillium isariiforme är en svampart som beskrevs av Stolk & J.A. Mey. 1957. Penicillium isariiforme ingår i släktet Penicillium och familjen Trichocomaceae.   Inga underarter finns listade i Catalogue of Life.